# 苏治中亚
蘇聯治下的中亞地區，簡稱蘇治中亞或蘇聯中亞，在地域上指苏维埃社会主义共和国联盟時期的中亚地区，时间上從中亚于1918年被紅軍佔領至1991年蘇聯解體的一段时期。中亚诸加盟共和国在1991年宣告独立後，成為現在的「中亞五國」。苏治中亚在地域上几与俄罗斯帝国所征服突厥斯坦西部后建立的突厥斯坦总督区无异，该区域内的政区划分曾数次变易，直到二十世纪二、三十年代才划定各加盟共和国国界，并在苏联解体后作为中亚各国国界沿用至今。

## 行政區劃變革
在蘇維埃政權早期，中亞地區由隸屬於蘇俄的吉爾吉斯自治社會主義蘇維埃共和國、突厥斯坦蘇維埃社會主義自治共和國，以及花剌子模人民苏维埃共和国、布哈拉人民苏维埃共和国組成。
隨著蘇聯在中亞地區依據民族分佈調整行政區劃，先後成立了烏茲別克、土庫曼、塔吉克、哈薩克、吉爾吉斯五個蘇維埃社會主義共和國。